# Секреты Credit Suisse
«Секреты Credit Suisse» (англ. Suisse secrets) — опубликованное 20 февраля 2022 года журналистское расследование о хранении крупных денежных сумм в швейцарском банке Credit Suisse гражданами различных государств, включая политиков, бизнесменов и членов их семей. 
Журналистское расследование основано на утечке данных 30 тысяч клиентов банка, которые оказались в распоряжении немецкой газеты Süddeutsche Zeitung.

## История
20 февраля 2022 года международная группа журналистов Центра по исследованию коррупции и организованной преступности и ряда СМИ, основываясь на крупной утечке документов, опубликовала расследование о хранении банком крупных денежных сумм гражданами различных государств, обвиняемыми в различной нелегальной деятельности, и политиками. В тот же день Süddeutsche Zeitung опубликовала и историю появления расследования: журналисты газеты сообщили, что «более года назад» с анонимного почтового ящика в адрес газеты был переслан большой архив внутренних банковских документов. Организатор или организаторы утечки не выдвигали никаких требований и не просили о вознаграждении, а к письму было приложено заявление с обоснованием раскрытия персональных данных клиентов банка. В заявлении содержалась критика швейцарских банков и особенно законодательства этой страны: по мнению автора письма, швейцарские банки способствуют уклонению от налогов жителями, швейцарские законы о банковской тайне аморальны, а новые законы в банковской сфере ударяют по развивающимся странам.

## Фигуранты
Среди многочисленных фигурантов расследования были выявлены политики, бизнесмены и их родственники:
- Абдалла II ибн Хусейн — король Иордании (с 1999);
- Эльдар Азизов — мэр Баку (с 2018);
- Пётр Калугин[бел.] — депутат Национального собрания Республики Беларусь (до 2008)[11];
- Луис Альфонсо Бурбон — член испанской королевской семьи, титулярный король Франции и Наварры;
- Павел Лазаренко — премьер-министр Украины (1996—1997);
- Фердинанд Маркос — президент Филиппин (1965—1986), его жена Имельда Маркос;
- Гамаль Мубарак и Алаа Мубарак[англ.] — дети президента Египта Хосни Мубарака;
- Дарига Назарбаева, Динара Кулибаева — дочери президента Казахстана Нурсултана Назарбаева, а также зять Назарбаева Тимур Кулибаев (до 919 млн долларов на счёте);
- Алексей Олексин — белорусский бизнесмен, приближённый к Александру Лукашенко. Против Олексина введены санкции ЕС и США;
- Армен Саркисян — президент Армении (2018—2022);
- Омар Сулейман — египетский военный и государственный деятель, вице-президент Египта (январь-февраль 2011);
- семья Васифа Талыбова — азербайджанского государственного деятеля;
- Надежда Токаева — бывшая жена президента Казахстана Касым-Жомарта Токаева, Тимур Токаев — сын Касым-Жомарта Токаева;
- Неззар Халед — алжирский военный и государственный деятель.

Также были выявлены счета, на которых хранили деньги узбекские политики (включая родственников Ислама Каримова), сестра российского миллиардера Алишера Усманова (на её счёте хранилось до 2 миллиардов долларов), таджикский чиновник Кассим Рохбар, киргизский криминальный авторитет Азим Рой и Наталья Курманалиева, жена министра природных ресурсов Капара Курманалиева. Был выявлен и счёт Антонио Велардо, которого связывают с южноитальянской ндрангетой.

## Реакция
Банк отрицал наличие нарушений со своей стороны, однако крупнейшая в Европарламенте Европейская народная партия призвала включить всю Швейцарию в число стран с высоким риском отмывания денег в свете вскрывшихся фактов.